# Modena Football Club 1919-1920
Questa voce raccoglie le informazioni riguardanti il Modena Football Club nelle competizioni ufficiali della stagione 1919-1920.

## Stagione
Per la Prima Categoria 1919-1920 fu incluso nel Gruppo Emiliano, in cui si classificò secondo, e successivamente nel Girone B delle Semifinali Nazionali dove il club chiuse al 3º posto.

## Divise
| Prima divisa |

## Rosa
| N. |                   | Ruolo | Calciatore         |
| -- | ----------------- | ----- | ------------------ |
|    | Italia (bandiera) | P     | Ettore Borgetti    |
|    | Italia (bandiera) | P     | Fausto Brancolini  |
|    | Italia (bandiera) | P     | Umberto Faglioni   |
|    | Italia (bandiera) | D     | Fausto Boni        |
|    | Italia (bandiera) | D     | Fernando Tassi     |
|    | Italia (bandiera) | D     | Carlo Vacondio     |
|    | Italia (bandiera) | C     | Remo Barbieri      |
|    | Italia (bandiera) | C     | Arrigo Bigi        |
|    | Italia (bandiera) | C     | Bruno Benassati    |
|    | Italia (bandiera) | C     | Fortunato Crestani |
|    | Italia (bandiera) | C     | Mafaldo Degoli     |
|    | Italia (bandiera) | C     | Nello Vaccari      |

| N. |                   | Ruolo | Calciatore           |
| -- | ----------------- | ----- | -------------------- |
|    | Italia (bandiera) | A     | Egidio Chiecchi      |
|    | Italia (bandiera) | A     | Aldo Gulinati        |
|    | Italia (bandiera) | A     | Giuseppe Forlivesi   |
|    | Italia (bandiera) | A     | Giovanni Frassoldati |
|    | Italia (bandiera) | A     | Luca Mariani         |
|    | Italia (bandiera) | A     | Guido Marsciani      |
|    | Italia (bandiera) | A     | Alberto Minchio      |
|    | Italia (bandiera) | A     | Giuseppe Obici       |
|    | Italia (bandiera) | A     | Alfredo Paltrinieri  |
|    | Italia (bandiera) | A     | Aldo Pedrazzi        |
|    | Italia (bandiera) | A     | Gustavo Vaccari      |
|    | Italia (bandiera) | A     | Carlo Villa          |

## Risultati

### Prima Categoria

#### Girone emiliano

##### Girone di andata
| Arbitro: | Sarto (Bologna) |

|                                                                      |           |  |
| Marsciani 3’, 87’ Pedrazzi 44’, 72’ Minchio 65’ Forlivesi 78’ (rig.) | Marcatori |  |

| Arbitro: | Sabattini (Bologna) |

|                                                      |           |  |
| Pedrazzi 21’, 49’, 55’ Marsciani 64’ Boni 73’ (rig.) | Marcatori |  |

| Mantova 26 ottobre 1919 3ª giornata | Mantova             | 0 – 0 | Modena | \| Arbitro: \| Sabattini (Bologna) \| |
| Arbitro:                            | Sabattini (Bologna) |       |        |                                       |

| Arbitro: | Sabattini (Bologna) |

|        |           |                                                                        |
| Maiani | Marcatori | ?’, ?’, ?’ Forlivesi ?’, ?’ Pedrazzi ?’, ?’ Marsciani Barbieri Vaccari |

| Modena 9 novembre 1919 5ª giornata | Modena           | 0 – 0 | Bologna | \| Arbitro: \| A. Gama (Milano) \| |
| Arbitro:                           | A. Gama (Milano) |       |         |                                    |

##### Girone di ritorno
| Arbitro: | Ortali (Bologna) |

|  |           |                                 |
|  | Marcatori | 30’, 62’ Chiecchi 77’ Marsciani |

| Arbitro: | Tanelli (Bologna) |

|             |           |                 |
| Vaccari 35’ | Marcatori | 77’ (rig.) Boni |

| Arbitro: | Sarto (Bologna) |

|                           |           |  |
| Forlivesi 70’ (rig.), 85’ | Marcatori |  |

| Arbitro: | Sabattini (Bologna) |

|                                |           |  |
| Chiecchi ?’, ?’ Boni Benassati | Marcatori |  |

| Arbitro: | Crivelli (Milano) |

|                                                      |           |  |
| Rossi 27’ Badini II 38’ Della Valle 55’ Genovesi 65’ | Marcatori |  |

#### Semifinale B

##### Girone di andata
| Arbitro: | Cavazzana (Casteggio) |

|                                              |           |  |
| Pedrazzi 5’ Forlivesi 44’, 79’ Marsciani 73’ | Marcatori |  |

| Arbitro: | Varetto (Torino) |

|  |           |                 |
|  | Marcatori | 30’ (aut.) Boni |

| Arbitro: | Gama (Milano) |

|  |           |             |
|  | Marcatori | 21’ Dagradi |

| Arbitro: | Vagge (Genova) |

|  |           |                              |
|  | Marcatori | 15’ Pedrazzi 30’ Frassoldati |

| Arbitro: | Barbon (Venezia) |

|                                   |           |                                                |
| Monti III 15’ Zambotto 65’ (rig.) | Marcatori | 25’, 85’ Gulinati 36’ Frassoldati 89’ Chiecchi |

##### Girone di ritorno
| Arbitro: | Resegotti (Milano) |

|                         |           |               |
| Ferrari 64’ Carrano 87’ | Marcatori | 20’ Forlivesi |

| Arbitro: | Resegotti (Milano) |

|              |           |                 |
| Pedrazzi 25’ | Marcatori | 35’ Migliavacca |

| Arbitro: | Bellandi (Milano) |

|                                                            |           |               |
| Fayenz 28’ (aut.) Marsciani 32’ Pedrazzi 43’ Forlivesi 44’ | Marcatori | 40’ Paronetto |

| Arbitro: | Olivari (Genova) |

|                                  |           |  |
| Marchi 33’ Bona 38’ Ferraris 88’ | Marcatori |  |

| Arbitro: | Panzeri (Milano) |

|                      |           |                 |
| Clivio 28’ Pizzi 65’ | Marcatori | 38’ Frassoldati |

## Statistiche

### Statistiche di squadra
| Competizione                                    | Punti | Totale | Totale | Totale | Totale | Totale | Totale |
| Competizione                                    | Punti | G      | V      | N      | P      | Gf     | Gs     |
| ----------------------------------------------- | ----- | ------ | ------ | ------ | ------ | ------ | ------ |
| Prima Categoria - gruppo emiliano               | 15    | 10     | 6      | 3      | 1      | 30     | 6      |
| Prima Categoria - semifinali nazionale girone B | 9     | 10     | 4      | 1      | 5      | 17     | 13     |
|                                                 | 24    | 20     | 10     | 4      | 6      | 47     | 19     |